# Montaigu-Vendée
Montaigu-Vendée es una comuna nueva francesa situada en el departamento de Vandea, de la región de Países del Loira.

## Historia
Fue creada el 1 de enero de 2019, en aplicación de una resolución del prefecto de Vandea de 20 de abril de 2017 con la unión de las comunas de Boufféré, La Guyonnière, Montaigu, Saint-Georges-de-Montaigu y Saint-Hilaire-de-Loulay, pasando a estar el ayuntamiento en la antigua comuna de Montaigu.

## Demografía
Según los datos aportados en la resolución del prefecto de Vandea, la comuna se crea con 20 339 habitantes.

## Composición
| Comuna fusionada          | Código INSEE | Población (2016) | Superficie (km²) | Densidad (hab./km²) |
| ------------------------- | ------------ | ---------------- | ---------------- | ------------------- |
| Boufféré                  | 85027        | 3335             | 16.54            | 202                 |
| La Guyonnière             | 85107        | 2736             | 23.18            | 118                 |
| Montaigu                  | 85146        | 5211             | 3.06             | 1703                |
| Saint-Georges-de-Montaigu | 85217        | 4269             | 34.02            | 125                 |
| Saint-Hilaire-de-Loulay   | 85224        | 4533             | 41.12            | 110                 |